# Strymon toussainti
Strymon toussainti is een vlinder uit de familie van de Lycaenidae. De wetenschappelijke naam van de soort werd als Thecla toussainti in 1943 gepubliceerd door Comstock & Huntington.

## Synoniemen
- Strymon andrewi Johnson & Matusik, 1988
- Strymon rhaptos Johnson, Eisele & MacPherson, 1990
- Strymon amonensis Smith, Johnson, Miller & McKenzie, 1991